# دمی گلاس

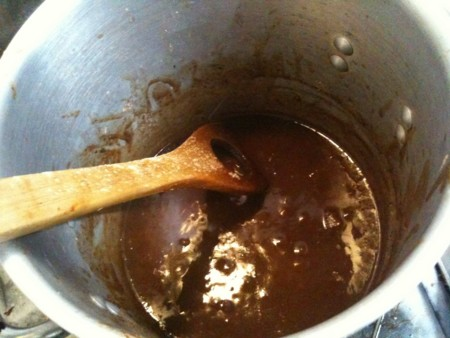
دمی گلاس

دمی گلاس انگلیسی: Demi-glace یکی از انواع سس قهوه‌ای است که در آشپزی فرانسوی به عنوان پایه سس‌های دیگر یا به تنهایی بکار برده می‌شود.